# 85015 Gaskell
85015 Gaskell è un asteroide della fascia principale. Scoperto nel 2004, presenta un'orbita caratterizzata da un semiasse maggiore pari a 2,3862583 UA e da un'eccentricità di 0,1352333, inclinata di 1,83000° rispetto all'eclittica.
Fa parte della famiglia di asteroidi Massalia.
Robert Gaskell è un Senior Scientist presso il Planetary Science Institute.